# Xyela longula
Xyela longula är en stekelart som beskrevs av Johan Wilhelm Dalman 1819. Xyela longula ingår i familjen tallblomsteklar, Xylidae. Gruppen tallblomsteklar anses vara den äldsta i ordningen Hymenoptera och de flesta arter likt Xyela longula är bunden till tallskog. Arten är bofast i centrala och norra Europa, och är reproducerande i Sverige.  Arten har ett relativt långt äggläggningsrör jämfört med närbesläktade arter, 4.1-5.6 mm långt.